# Rafa Negrete
Rafael González Negrete, que firma simplemente como Rafa Negrete, es un historietista e ilustrador español, nacido en 1958.

## Biografía

### Infancia y juventud
Durante su infancia fue un lector apasionado de Pumby y del material importado por las editoriales Novaro y Vértice, cuyo estilo imitaba en sus dibujos.
Más tarde empezó a colaborar con un dibujo muy en la onda de Wrightson o de Jeff Jones en fanzines españoles como "Fan de Fantasía" y uno británico, "Fantasy Unlimited". En este último, coincidió con autores como Brian Bolland y John Bolton, siendo votado por su lectores como el mejor dibujante colaborador durante un par de años.

### Inicios profesionales
En 1981, con sólo 23 años, ganó el primer premio en el concurso de la edición española de Creepy y tras presentarse ese mismo año ante Josep Toutain en el Salón del Cómic de Barcelona con un par de historietas de ciencia ficción elaboradas para la ocasión, fue aceptado como dibujante de 1984, otra de las publicaciones del editor barcelonés. Abandonó entonces la carrera de Farmacia, que estaba a punto de terminar, para dedicarse hasta 1986 a elaborar historietas fuertemente influenciadas por el estilo de Moebius. También realizó ilustraciones y pasatiempos para las revistas de Sarpe "Jana" (1983-1985) y "Fuera Borda" (1984-1985).
En una entrevista de 1995, Rafa Negrete se retrotraería a esta época para justificar su progresivo abandono del medio:

En primer lugar llegó un momento en que los pagos de la editorial se retrasaron considerablemente y con una discontinuidad económica es difícil seguir adelante. En segundo lugar, cansancio. Lamentablemente soy una persona poco constante y llegué al extremo en que elaborar una página se me hacía cada vez más cuesta arriba. Y por último, porque no decirlo, porque no encontraba una respuesta satisfactoria con relación a mi trabajo a nivel de los lectores, críticos y aficionados. Todo ello me condujo a hacerme un replanteamiento profesional y decidí dar carpetazo a la historieta.

De esta forma, en los siguientes años público sólo de forma esporádica en revistas como Madriz.

### Trabajo posterior
Todavía en 1990, realizó con guion de Francisco Naranjo y color de Ricardo Machuca la serie Plink y Puffy en Gente Pequeña, suplemento infantil de Diario 16. Esta serie pretendía, en palabras de su guionista,

ser un soplo de aire fresco en la Historieta para niños, un divertimento, una sacudida... y pronto se convirtió en una especie de recorrido referencial por la historia del medio, plagado de citas (más o menos explícitas, más o menos gráficas, más o menos, a veces, privadas), en el que no faltaron figurantes de fuste, como Cela o Gloria Fuertes.

 No se publicó completa, sin embargo, debido a que a los editores del periódico el material de creación les salía demasiado caro, parece... o eso dijeron.

## Álbumes
Hasta la fecha se han publicado dos recopilatorios de sus historietas publicadas en las revistas de Toutain, con una selección diferente de las mismas:
- Cosmopolis, por Toutain Editor en 1986.
- Soleils Bleus, por Glénat, Francia, en 1988.